# امرأة من نار (فلم 1971)
امرأة من نار هو فيلم سوري - مصري أُنتج عام 1971، من بطولة صلاح ذو الفقار وناهد يسري، ومن تأليف وإخراج رضا ميسر.

## قصة الفيلم
يتعرض أحمد لطفي (صلاح ذو الفقار) لمطاردة مجموعة من الأشخاص في مدينة إسطنبول، لكن تنقذه منهم فتاةٌ تُدعى تركان عبد الحميد (ناهد يسري). يتضح أنها كانت تعرفه، وتبلغه من يطارده ييُدعى شوكت، زأن سبب المطاردة يتعلق بشقيقه فريد المحتجز عند عصابة الصقر.

## طاقم التمثيل

### بطولة
- صلاح ذو الفقار في دور أحمد لطفي
- ناهد يسري في دور نازك/تركمان
- زياد مولوي في دور زياد
- أديب قدورة في دور فهد

### بالاشتراك مع
- محمد خير حلواني
- عدنان عجلوني
- جورج عنبر
- رضا الطيار
- أوبا الحلبي
- محمد جمعة

## مصدر
صفحة الفيلم على قاعدة بيانات الأفلام العربية.

## وصلات خارجية
- مقالات تستعمل روابط فنية بلا صلة مع ويكي بيانات
- امرأة من نار على كاروهات